# Bệnh viện Dưỡng Hòa (Hồng Kông)
Bệnh viện Dưỡng Hòa (tiếng Anh: Hong Kong Sanatorium and Hospital), từng gọi là Viện điều trị Dưỡng Hòa (tiếng Anh: The Yeung Wo Nursing Home) được thành lập vào năm 1922, là một bệnh viện đa khoa tư nhân nổi tiếng hàng đầu tại Hồng Kông, tọa lạc tại số 2 đường Sơn Thôn (Village Road), khu Bào Mã Địa (Happy Valley), quận Loan Tể, Đảo Hồng Kông.

## Lịch sử
Địa điểm ban đầu của bệnh viện Dưỡng Hòa là sân chơi trẻ em Du Viên, do có môi trường yên tĩnh, vì vậy hai tòa nhà ban đầu đã được xây dựng lại. Nơi này đã được chuyển đổi thành một viện dưỡng lão, với tổng số 28 giường và một viện dưỡng lão được thành lập. Năm 1925, viện dưỡng lão Dưỡng Hòa bị tình trạng sạt lở đất khiến nơi đây bị hư hại nghiêm trọng.
Năm 1926, tiến sĩ Lý Thụ Phần (李樹芬) là hiệu trưởng trường Y thuộc Đại học Y Quảng Đông cũ đã chính thức được bổ nhiệm làm trưởng khoa và chủ tịch hội đồng quản trị tại đây. Viện dưỡng lão được đổi tên thành Bệnh viện Dưỡng Hòa như ngày nay. Đồng thời, ông lãnh đạo kế hoạch tái thiết và mở rộng những khu vực đã bị phá hủy nghiêm trọng do lở đất.
Năm 1927, bệnh viện Dưỡng Hòa thành lập một trường hộ lý chuyên đào tạo nhân viên điều dưỡng. Vào thời điểm đó, Trường Hộ lý Bệnh viện Dưỡng Hòa là tổ chức đầu tiên được chính phủ Hồng Kông chấp thuận cung cấp các khóa học y tá không trợ cấp. Đây cũng là bệnh viện tư nhân duy nhất có trường đào tạo hộ lý.
Năm 1931, bệnh viện cũ được cải tạo dưới lòng đất, và một khoa hiến tặng được thành lập, với hai phòng. Phòng phẫu thuật sản khoa và dịch vụ ngoại trú, do khu vực chật hẹp và nông, chỉ nhận phẫu thuật. Đối với bệnh nhân phụ khoa và sản khoa, những người nằm viện được yêu cầu trả tiền ăn hàng ngày là 5 hào.
Năm 1932, toà nhà trung tâm của bệnh viện Dưỡng Hòa được khánh thành, đây là tòa nhà chính của bệnh viện. Cửa ra vào và bảng hiệu mang tính giá trị lịch sử ở lối vào đã được bảo tồn cho đến ngày nay.
Năm 1947, công nghệ chẩn đoán hình ảnh phóng xạ đã được giới thiệu và máy chẩn đoán tia X 100mA đầu tiên được lắp đặt để chẩn đoán X-quang trở nên phổ biến hơn. Năm 1954, một khoa điện trị liệu được thành lập. Trong cùng năm đó, dụng cụ điều trị bằng tia X sâu đầu tiên tại một bệnh viện tư nhân ở Hồng Kông đã được giới thiệu để điều trị ung thư.
Từ năm 1951 đến 1956, để ứng phó với sự gia tăng ca sinh thời hậu chiến tranh, Dưỡng Hoà thiết lập một khoa từ thiện hỗ trợ lưu trú sau sinh nửa ngày, khám tiền sản và hậu sản, vv, thời điểm đó thu phí giá phù hợp phải chăng, có hỗ trợ miễn phí những bà mẹ cần dụng cụ hoặc sinh mổ.

### Thế kỷ 21
Năm 2002, khóa học điều dưỡng tạm thời bị đình chỉ và tiếp tục trong hai năm sau đó, năm 2008, đồng tổ chức Chương trình Thạc sĩ Điều dưỡng với Đại học Bách khoa Hồng Kông.
Vào những năm 2010, Bệnh viện Dưỡng Hoà đã hợp tác với Trường Y Lý Gia Thành thuộc Đại học Hồng Kông để mang đến cơ hội thực tập lâm sàng cho sinh viên của mình.
Ngày 7 tháng 5 năm 2012, khoảng 200 người sinh sống trong khu dân cư Happy Valley đã tuần hành phản đối kế hoạch mở rộng bênh viện vì lo ngại có thể làm gia tăng tình trạng tắc nghẽn giao thông trong khu vực.
Ngày 17 tháng 8 cùng năm, sau nhiều năm, kế hoạch mở rộng của Bệnh viện Dưỡng Hòa cuối cùng đã được Ủy ban Quy hoạch Đô thị phê duyệt. Sau khi mở rộng, hai tòa nhà của bệnh viện sẽ được xây dựng với chiều cao 21 tầng và dự kiến sẽ cung cấp 800 giường bệnh. Do cư dân của khu Happy Valley lo ngại kế hoạch mở rộng sẽ gây ách tắc giao thông và tăng ô nhiễm không khí trong khu vực, chính quyền Hồng Kông đã đề xuất rằng sau khi mở rộng Bệnh viện Dưỡng Hoà, lối vào của đường Hoàng Nệ Dũng (黃泥涌道) cần được mở rộng để giảm bớt lưu lượng giao thông cho lối vào đường Sơn Thôn. Ngày 19 tháng 10 cùng năm, một người tên Hà Lãi, thành viên thuộc nhóm hành động bảo tồn địa phương, đã tới Tòa án tối cao để xin xem xét về mặt pháp lý, yêu cầu từ bỏ kế hoạch mở rộng cho bệnh viện được Ủy ban Quy định Thành phố phê duyệt và yêu cầu thành phố quy định rằng ủy ban nên thực hiện tham vấn cộng đồng và các thủ tục đánh giá bảo vệ môi trường theo luật định về kế hoạch, v.v.
Ngày 15 tháng 11 năm 2011, Bệnh viện Dưỡng Hòa đã mua toàn bộ tòa nhà của Tập đoàn Xuân Hội, số 3 Đường Á Công Nham (A Kung Ngam Road), khu Sao Cơ Loan (Shau Kei Wan) với giá 475 triệu nhân dân tệ.
Ngày 8 tháng 10 năm 2013, lãnh đạo Bệnh viện tuyên bố đã lên kế hoạch xây dựng Trung tâm y tế Phía đông Dưỡng Hòa trong Tòa nhà Tập đoàn Xuân Hội, dự kiến hoàn thành và đưa vào sử dụng vào năm 2019. Sau khi mua lại toà nhà công trình có diện tích 1.240 mét vuông, nơi này được phá dỡ và xây dựng lại thành một trung tâm y tế toàn diện 19 tầng và 4 tầng hầm, ngoài việc cung cấp các dịch vụ ngoại trú 24 giờ, cũng có các cơ sở chẩn đoán và điều trị tiên tiến, bao gồm hệ thống trị liệu proton, quét cộng hưởng từ và quét positron, vv. Ngoài ra cũng có một phòng phẫu thuật và một số lượng nhỏ giường cho bệnh nhân.
Ngày 18 tháng 12 năm 2014, Bệnh viện Dưỡng Hòa đã chi gần 1,4 tỷ nhân dân tệ, vào khoảng 6.400 nhân dân tệ mỗi foot vuông, từ công ty bất động sản Aik San Realty Ltd để mua lại toàn bộ tòa nhà Trung tâm Đông Đô, số 5 Đường Á Công Nham (A Kung Ngam Road), khu Sao Cơ Loan.
Để đáp ứng với việc chuẩn bị cho việc mở rộng giai đoạn thứ tư của địa điểm cũ, để giảm tác động đến giao thông trong khu vực, từ năm 2015, Bệnh viện Dưỡng Hòa đã liên tục chuyển một phần dịch vụ hậu cần và lâm sàng và chuyển khỏi Happy Valley. Một phần dịch vụ của một số phòng khám ngoại trú chuyên khoa và trung tâm phẫu thuật ban ngày cũng sẽ được chuyển đến Kim Chung, Hồng Kông, bao gồm một số dịch vụ nha khoa và nhãn khoa và chuẩn bị một nhóm liên lạc khu vực để tăng cường liên lạc với người dân và thương nhân trong khu vực.
Ngày 11 tháng 7 năm 2019, Trung tâm Y tế Đông Dưỡng Hòa (HKSH Eastern Medical Centre) đã chính thức được đưa vào hoạt động. Trung tâm này nằm ở đường Á Công Nham, khu Sao Cơ Loan. Tòa nhà cao 15 tầng và được chia thành hai phần, bao gồm Trung tâm Ung thư Dưỡng Hoà cũng như y khoa gia đình và các trung tâm y tế chính (khoa ngoại trú) và khoa khám sức khỏe thể chất. Một loạt các thiết bị điều trị tiên tiến được lắp đặt, bao gồm trung tâm điều trị proton đầu tiên ở Hồng Kông, với mục tiêu trở thành một trung tâm điều trị ung thư "đẳng cấp thế giới". Ngoài ra còn có điều trị y học cho gia đình và chăm sóc chính (dịch vụ ngoại trú) và dịch vụ khám sức khỏe thể chất phục vụ cộng đồng. Tổng diện tích sàn của tòa nhà Lý Thụ Phần tại Trung tâm y tế quận Đông Dưỡng Hòa vượt quá 20.000 mét vuông. Đồng thời, trung tâm trị liệu proton và bệnh viện mới của Tập đoàn Y tế Dưỡng Hòa (Bệnh viện Tào Diên Khải) đang được xây dựng sẽ hoàn thành vào năm 2022 và sẽ cung cấp các dịch vụ ngoại trú 24 giờ.

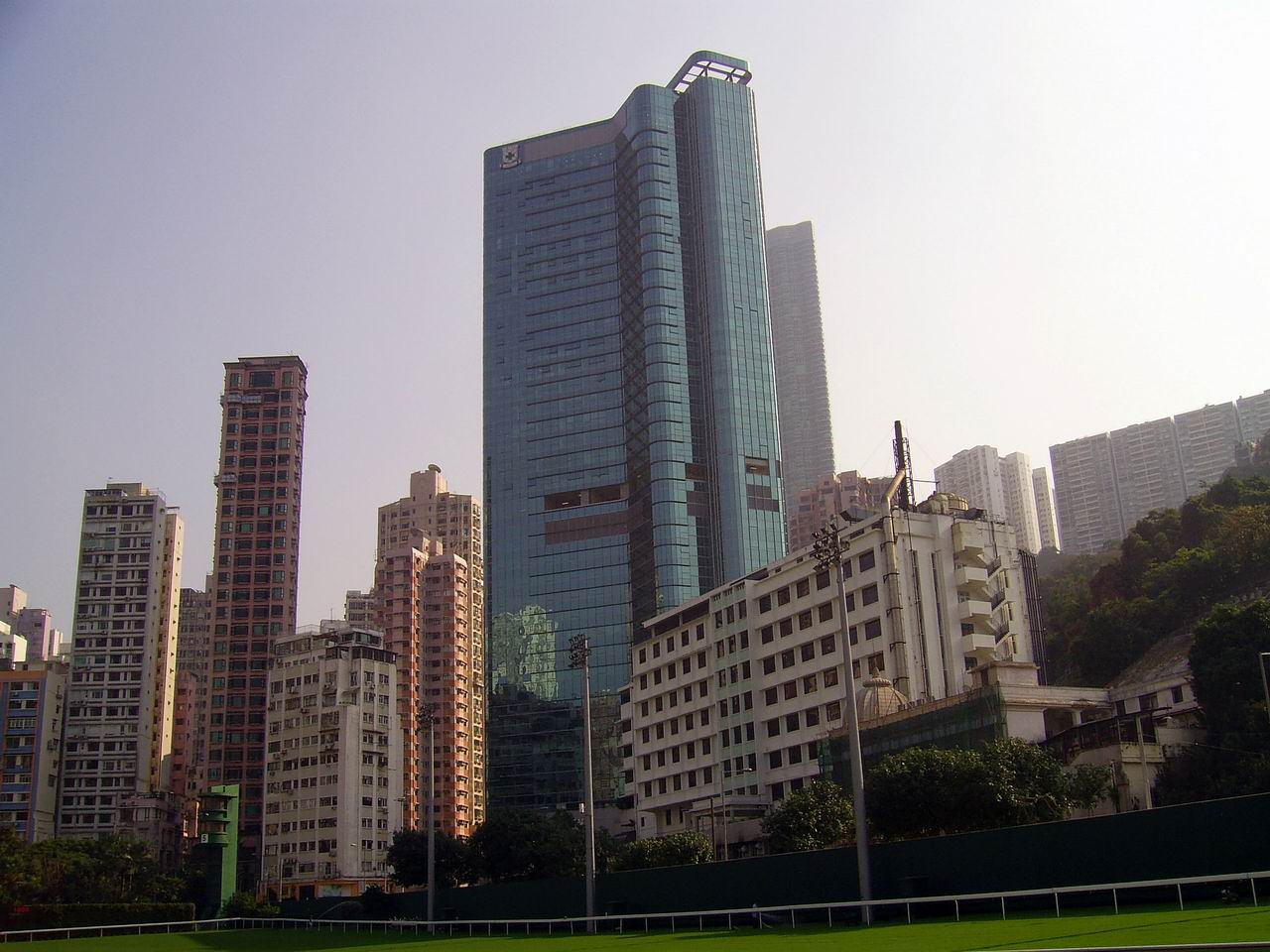
Toàn cảnh Bệnh viện Dưỡng Hoà
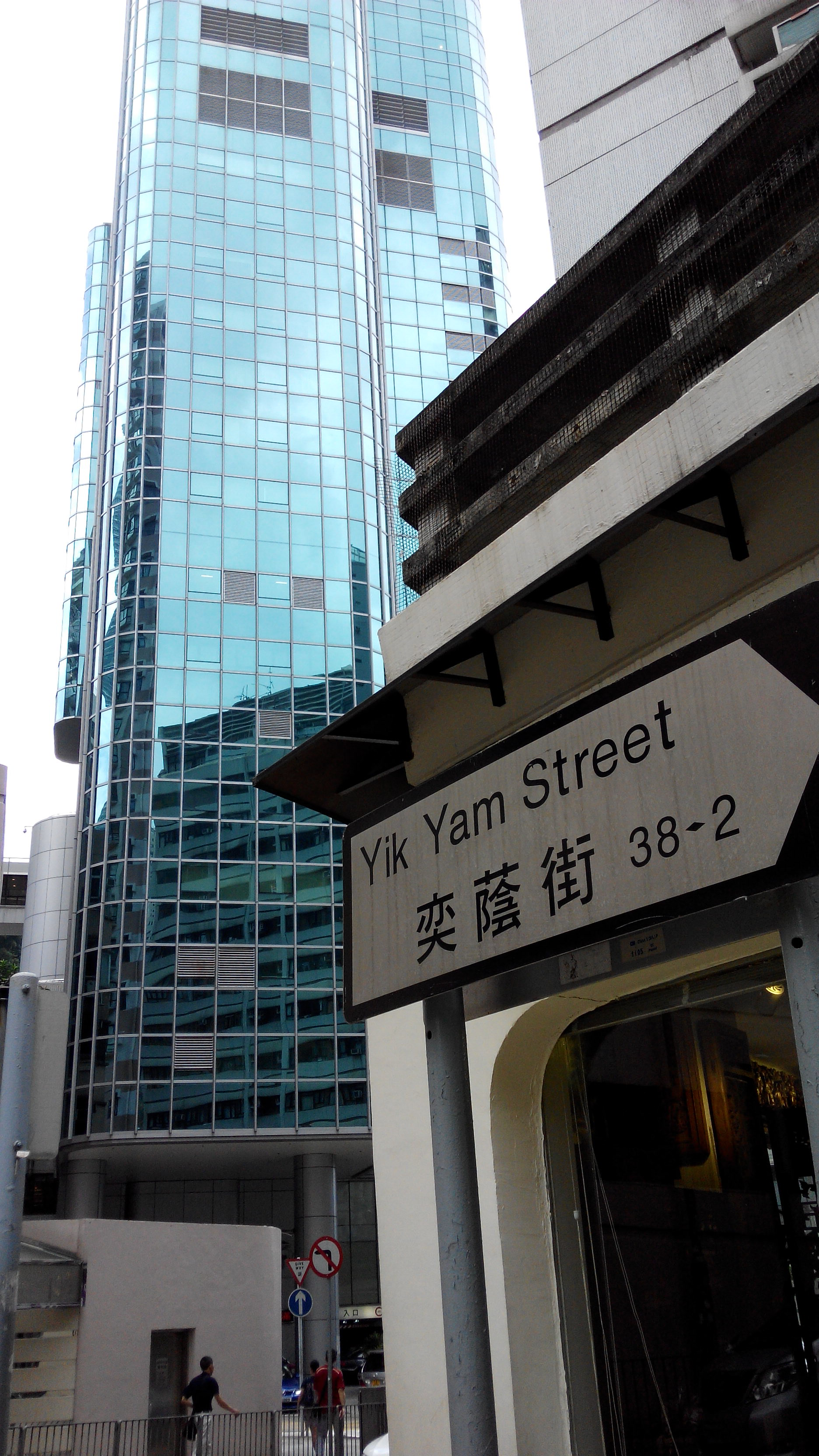
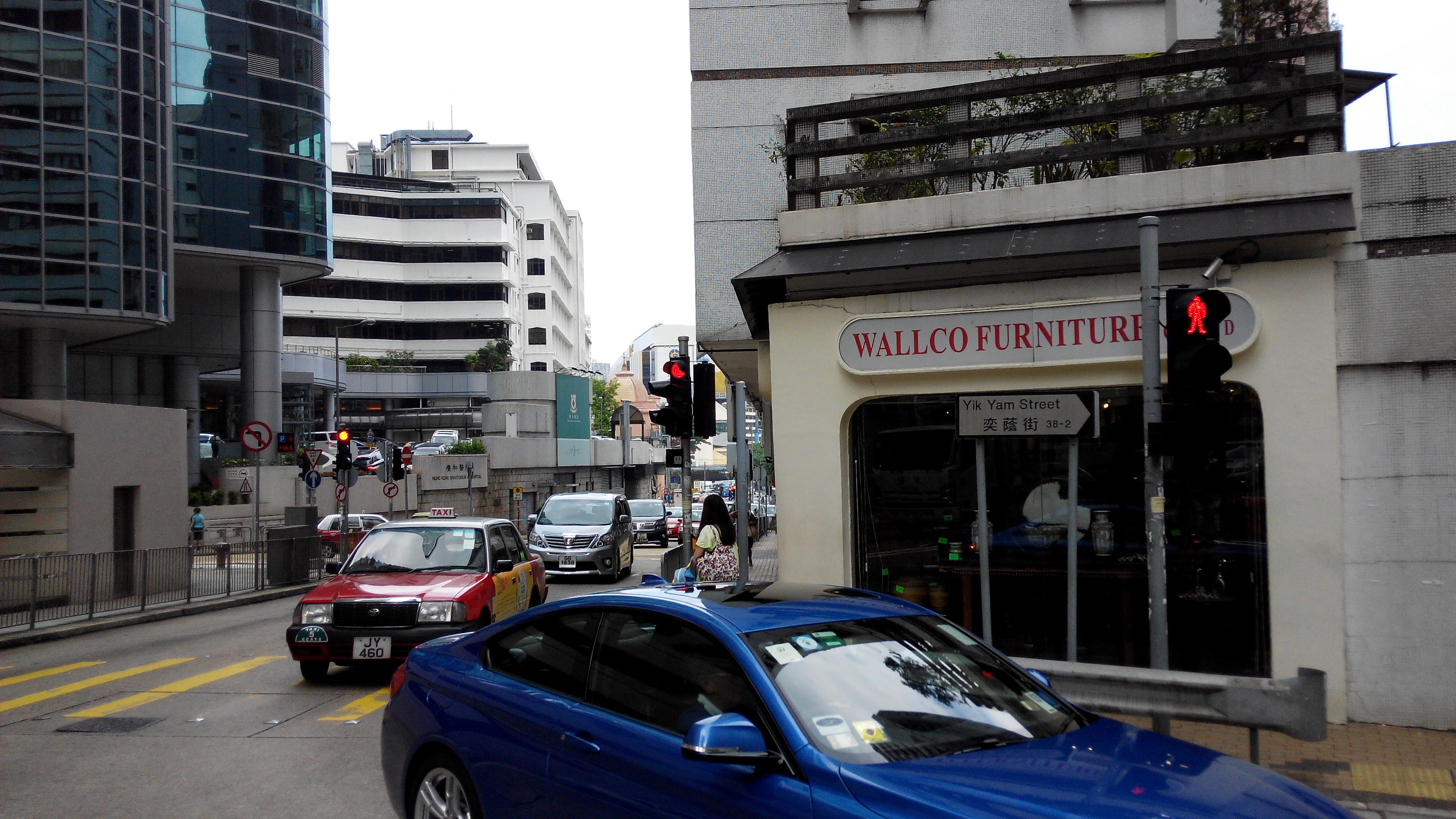
Đường rẽ vào trước cổng Bệnh viện

### Viện trưởng kế nhiệm
- Thầy thuốc Lý Thụ Phần (李樹芬)：Từ 1926 đến 1966
- Thầy thuốc Lý Thụ Bồi：Từ 1966 đến 2005, em trai của bác sĩ Lý Thụ Phần, bác sĩ tai mũi họng
- Thầy thuốc Lý Duy Đạt：Từ năm 2005 đến nay, con trai của Lý Thụ Bồi, một bác sĩ nhãn khoa[10]

## Khoa sản
Theo biểu phí trên trang web chính thức của Bệnh viện Dưỡng Hòa, chi phí cho một phòng sinh riêng trong 3 ngày 2 đêm là 38.600 đô la Hồng Kông. Chi phí sinh mổ với phòng riêng trong 5 ngày và 4 đêm là HK$ 55,200. Bởi vì quá trình sinh nở đòi hỏi ít nhất là phụ khoa, nhi khoa và gây mê, nên các bác sĩ ở ba khoa cũng tính phí khác nhau theo trình độ của bác sĩ. Nếu là sinh thường, hóa đơn trung bình là khoảng 200.000 đô la Hồng Kông, nếu đó là sinh mổ, trung bình là sinh mổ thì khoản thanh toán hóa đơn khoảng 300.000 đô la Hồng Kông (bao gồm phí bác sĩ và phí nhập viện).

## Cơ sở

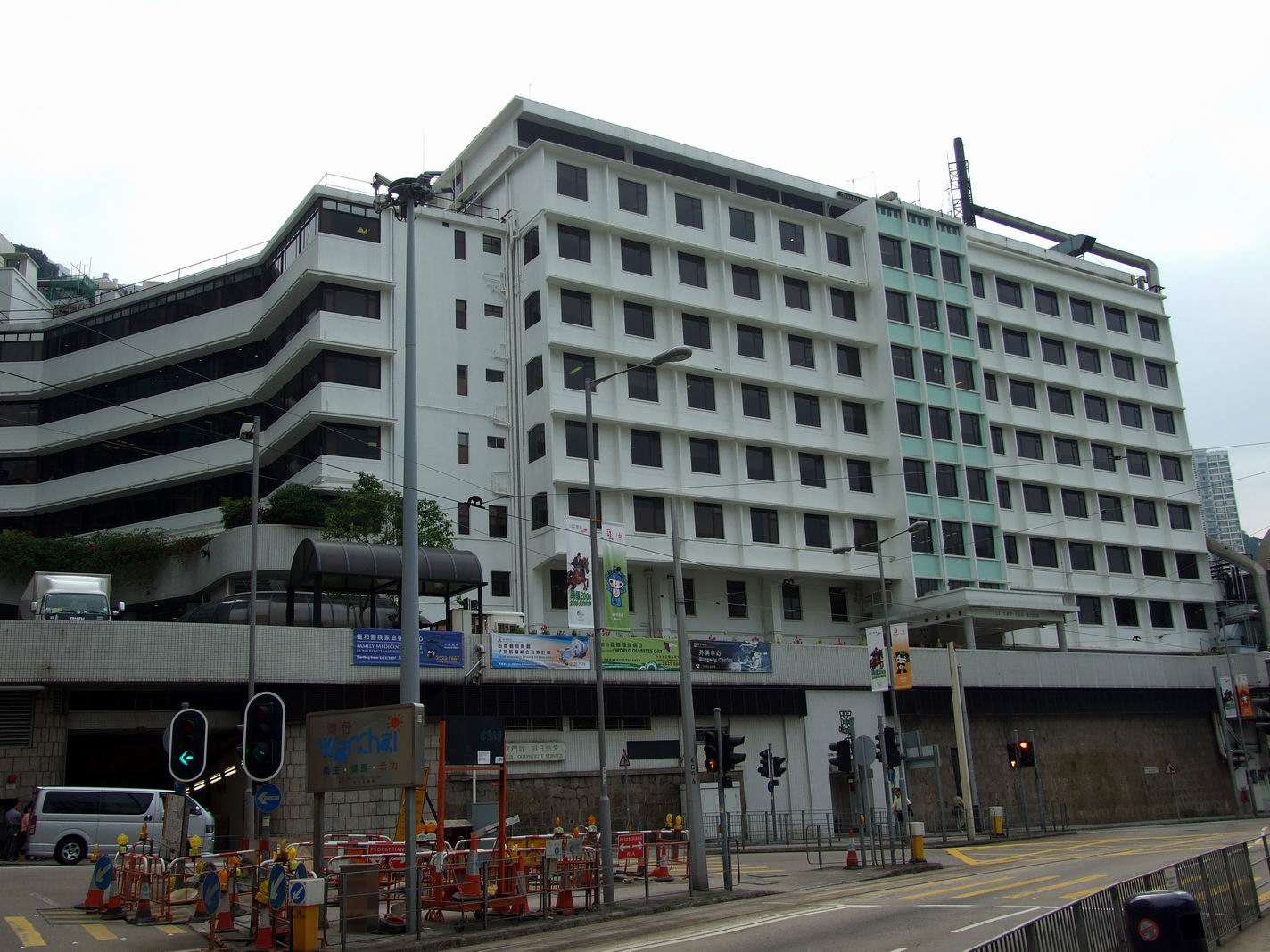
Bệnh viện Dưỡng Hoà gần đường Hoàng Nệ Dũng

Bệnh viện Dưỡng Hòa bao gồm hai tòa nhà, được mở rộng vào năm 2005, từ viện Lý Thụ Bồi 17 tầng ban đầu và viện Lý Thụ Phần 8 tầng.
Ngoài ra, bệnh viện Dưỡng Hoà hiện đang trong giai đoạn mở rộng thứ ba., bắt đầu vào ngày 1 tháng 6 năm 2008, giai đoạn đầu tiên của dự án là lắp đặt vách ngăn và hệ thống điện, nước trong khu chung ở tầng 21. Công trình cấp thoát nước được hoàn thành vào tháng 8 năm 2008, công trình cải tạo ở tầng 18 đến 27, tầng 30 đến tầng 32 và tầng 38 được hoàn thành vào năm 2008.
Sau khi hoàn thành, viện Lý Thụ Bồi đã đưa Bệnh viện Dưỡng Hòa trở thành tòa nhà bệnh viện cao thứ hai trên thế giới,
 chỉ được phép xây dựng đến tầng 12. Vì vậy, bệnh viện Dưỡng Hoà có kế hoạch chuyển bệnh viện Lý Thụ Phần sang mở rộng tại đường Nam Phong (南風道), khu công nghiệp Hoàng Trúc Khanh (黃竹坑), đảo Hồng Kông. Tuy nhiên, sau khảo sát chi tiết của bệnh viện, địa điểm này được coi là không phù hợp để xây dựng một bệnh viện và cuối cùng đã quyết định từ bỏ sự phát triển ở Hoàng Trúc Khanh.
Hiệp hội kế hoạch hóa gia đình Hồng Kông (香港家庭計劃指導會) đã kết thúc 26 năm dịch vụ thụ tinh nhân tạo vào cuối tháng 1 năm 2008 và đồng thời đóng "ngân hàng tinh trùng" (精子銀行), các dịch vụ liên quan sẽ được Bệnh viện Dưỡng Hòa tiếp quản.

## Tiền lương
Năm 2012, bậc lương của các y tá đã đăng ký tại Bệnh viện Dưỡng Hòa dao động từ 20 đến 29, với mức lương khởi điểm từ 33.415 đô la Hồng Kông đến mức lương cao nhất là 50.640 đô la Hồng Kông mỗi tháng.

## Người nổi tiếngsinh ra tại bệnh viện
- Đường Anh Niên (唐英年), doanh nhân, cựu Chánh văn phòng Hồng Kông, sinh ngày 6 tháng 9 năm 1952.[19]
- Châu Quốc Hiền (周國賢), ca sĩ, nhạc sĩ Hồng Kông, sinh ngày 11 tháng 12 năm 1979.

## Người nổi tiếng mất tại viện
- Hứa Thế Huân: Người sáng lập (企業家) Tập đoàn Xây dựng Trung Kiến, cha của tỷ phú Hứa Tấn Hanh, mất ngày 5 tháng 12 năm 2018, thọ 97 tuổi[20]
- Kim Dung: Nhà văn, tiểu thuyết gia võ hiệp, mất ngày 30 tháng 10 năm 2018, thọ 94 tuổi[21]
- Lâm Yến Ni (林燕妮): Còn gọi là "Tương Giang Tài Nữ", "Tương Giang Thục Nữ", tiểu thuyết gia, nữ doanh nhân, chị dâu của ngôi sao võ thuật Lý Tiểu Long, mất ngày 31 tháng 5 năm 2018, thọ 75 tuổi.[22][23][24] Ngoài ra, còn có thông tin cho rằng bà mất tại bệnh viện Queen Mary (瑪麗醫院).[25]
- Phương Dật Hoa (方逸华): Phó chủ tịch Hãng phim Thiệu thị huynh đệ, giám đốc không điều hành của TVB, người vợ thứ hai của Thiệu Dật Phu, mất ngày 22 tháng 11 năm 2017, thọ 83 tuổi[26]
- Liêu Liệt Vũ (廖烈武): Cựu chủ tịch và Giám đốc điều hành Tập đoàn Liu Chong Hing Investment Ltd. (廖创兴企业有限公司), con trai thứ ba của ông chủ ngân hàng Liêu Bảo San (廖宝珊), mất ngày 12 tháng 7 năm 2017, thọ 79 tuổi[27]
- Chu Khải Bang (周启邦): Luật sư, con trai của doanh nhân, bác sĩ Chu Tích Niên (周锡年), chồng của Đàm Nguyệt Thanh (谭月清), mất ngày 14 tháng 10 năm 2010, thọ 75 tuổi[28]
- Chu Gia Đỉnh (朱家鼎): Doanh nhân ngành quảng cáo, chồng của nữ diễn viên Chung Sở Hồng, mất ngày 24 tháng 8 năm 2007, 53 tuổi[29]
- Dương Quân Niên (汤君年): Đại cổ đông của Tập đoàn Tomson Group (汤臣集团), chồng của nữ diễn viên Từ Phong (徐枫), mất ngày 14 tháng 10 năm 2004, thọ 53 tuổi[30]
- Mai Diễm Phương: Diễn viên và ca sĩ, ngày 30 tháng 12 năm 2003, thọ 40 tuổi[31]
- Chung Vinh Quang (钟荣光): Thành viên của Hiệp hội Hưng Trung, chủ tịch Trung Quốc đầu tiên của Đại học Lĩnh Nam, từng là Bộ trưởng Giáo dục của Chính quyền Đô đốc Quảng Đông trong những năm đầu của Trung Hoa Dân Quốc. Mất ngày 7 tháng 1 năm 1942, thọ 76 tuổi.[32][33]
- Thái Nguyên Bồi (蔡元培): Cán bộ lão thành của ngành giáo dục Trung Quốc, liên tiếp giữ chức Bộ trưởng Bộ Giáo dục, Chủ tịch Đại học Bắc Kinh, Trưởng khoa Nghiên cứu Trung ương, v.v., ngày 5 tháng 3 năm 1940, 73 tuổi[34]
- Đàm Giang Bá (谭江柏): Thành viên của đội tuyển bóng đá quốc gia Trung Quốc trong những năm 1930, cầu thủ nổi tiếng ở Hồng Kông, biệt danh "Đàm Đồng Đầu" (có cái đầu bằng đồng). Cha của nghệ sĩ nổi tiếng Đàm Vịnh Lân, mất ngày 16 tháng 3 năm 2006, thọ 94 tuổi
- Hà Hồng Sân: Tỷ phú tại Hồng Kông và Macao. Trước đây điều hành công ty giải trí và sòng bạc Macau, và dẫn đầu trong ngành công nghiệp cờ bạc của Macau, được gọi là "vua cờ bạc", mất ngày 26 tháng 5 năm 2020, thọ 98 tuổi.
- Trần Mộc Thắng (陳木勝): Nam đạo diễn, nhà sản xuất kiêm nhà biên kịch phim người Hồng Kông. Ông mất ngày 23 tháng 8 năm 2020, thọ 58 tuổi.